# Gökhan Karadeniz
Gökhan Karadeniz (sinh ngày 2 tháng 5 năm 1990) là một cầu thủ bóng đá Thổ Nhĩ Kỳ, hiện tại thi đấu ở vị trí tiền đạo cho Samsunspor.

## Sự nghiệp
Cùng với Altınordu, anh trở thành vua phá lưới của tất cả giải đấu Thổ Nhĩ Kỳ ở mùa giải 2013–14 với 27 bàn thắng trong 33 trận đấu.